# Pukgöl (Tryserums socken, Småland)
Pukgöl är en sjö i Valdemarsviks kommun i Småland och ingår i Vindåns huvudavrinningsområde.